# Discovery HD
Discovery HD er en tv-kanal der er ejet af Discovery, Inc. Kanalen sender programmer fra Discovery Channel og søsterkanalerne i High Definition hele døgnet. Discovery HD blev først lanceret i Asien i 2005 derefter i Sverige den 1. november 2006. Danmark, Finland og Norge følgede efter i 2007. Kanalen har sidenhen skiftet navn til Discovery HD Showcase.